# ويليام هنري بيري
ويليام هنري بيري William Bury ( 1865-1939) لاعب كرة قدم محترف من الجنسية الأنجليزية، يلعب في مركز الظهير. ولد في مدينة داروين ولعب لصالح فريق بيرنلي في دوري كرة القدم.
جاء بيري إلى ملعب تورف مور – الملعب الرسمي لنادي بيرنلي – قادماً من المنافسين المجاورين في منطقة باديهام، عام 1887، بعد إن حاز على لقب المدافع الصلب صعب المراس خلال اللعب مع بعض الأندية المحلية في المنطقة.
أستطاع بيري تأسيس شراكة في مركز الظهير للفريق مع اللاعب ساندي لانج القادم إلى تورف مور من باديلهام، حيث شكلوا ثنائياً متناغم في دفاع بيرنلي لا يمكن تخطية. خلال الموسم التاريخي الأول له مع بيرنلي، ظهر بيري في عشرون مبارة من المباريات الأثنتين والعشرون التي شارك فيها بيرنلي في الدوري لموسم 1888-1889، كان الظهور الأول له كظهير في الدوري بتاريخ الثامن من سبتمبر عام 1888، في مدينة ديبديل مقر فريق برنستون نورث اند حيث خسر فريق بيرنلي المبارة بخمسة أهداف مقابل هدفين. 
على الرغم من انه الظهور الأول له مع فريق بيرنلي إلا ويليام بيري حقق أنجازاً بخروج فريقة بشباك نظيفة خلال اربعة مواجهات، و بنتيجة واحد صفر في ثلاث لقاءات أخرى.

## وفاتة
توفي سنة 1939 عن عمر (74-75)

## لمصادر
1. ↑  Metcalf، Mark (2013). The Origins of the Football League. Amberley. ISBN:978-1-4456-1881-4.
2. ↑  "English National Football Archive". مؤرشف من الأصل في 2023-03-07. اطلع عليه بتاريخ 2018-01-04. (registration & fee required)

1. Metcalf, Mark (2013). The Origins of the Football League. Amberley. ISBN 978-1-4456-1881-4.